# Disrupt
Disrupt est un groupe de crust punk américain, originaire de Lynn, dans le Massachusetts.

## Biographie
Disrupt est formé en 1987, à Lynn, dans le Massachusetts. Bien que le groupe n’ait officiellement sorti qu’un seul album (Unrest), il acquiert un statut de groupe culte parmi les fans du genre, principalement grâce aux textes basés sur un mode de pensée fortement anarchiste et punk. Leurs titres sont repris sur de nombreux EP et compilations. Depuis la séparation du groupe en 1994, ses membres joueront dans de nombreux autres groupes de la même famille musicale.
Leur album Unrest est réédité en 2007 par le label Relapse Records,. Tony Leone, l'ancien bassiste du groupe, décède en mars 2016.

## Membres
- Jay Stiles - chant
- Pete Kamarinos - chant
- Jeff Hayward - guitare
- Terry Savanstano - guitare
- Randy Odierno - percussions
- Bob Palombo - basse

## Discographie

### Albums studio
- Disrupt 7" (Deafcore Records)
- Disrupt 7" (Crust Records second pressing)
- Refuse Planet 7" (Relapse Records)
- Smash Divisions Live 7" (S.O.A. Records)
- Split 7" avec Destroy (Adversity Records)
- Split 7" avec Disdain (Desperate Attempt Records)
- Split 7" avec Resist (D.A.M.)
- Split 7" avec Taste of Fear (Off the Disk Records)
- Split 7" avec Tuomiopaivan Lapset (Ecocentric Records)
- Split 7" avec Warcollapse (Crust Records)
- Deprived 7" (Relapse Records)
- Unrest (1994, Relapse Records)
- Split 12" avec Sauna (Sludge Records)
- Terrorizing The Globe, One Country At A Time   LP (Live 9/91 New Jersey, Bootleg)

### Apparitions
- Son of Bllleeaaauuurrrrggghhh! 7" (Slap-a-Ham Records)
- Crust and Anguished (MCR)
- Heavy Hardcore Headroom (ET Discs/PEFE)
- Death... Is Just the Beginning III (Relapse Records)
- Corporate Death (Relapse Records)